# Élections législatives de 1981 dans l'Ariège
Les élections législatives françaises de 1981 dans l'Ariège se déroulent les 14 et 21 juin 1981.

## Élus
| Circonscription | Député sortant   | Parti | Parti | Député élu ou réélu | Parti | Parti |
| --------------- | ---------------- | ----- | ----- | ------------------- | ----- | ----- |
| 1re             | Gilbert Faure    |       | PS    | Augustin Bonrepaux  |       | PS    |
| 2e              | André Saint-Paul |       | PS    | Jean Ibanès         |       | PS    |

## Positionnement des partis
Le Parti socialiste et apparentés présente des candidats au nom de la majorité présidentielle tandis que la majorité sortante UDF-RPR-CNIP se présente sous le sigle « Union pour la nouvelle majorité ». Enfin, le Parti communiste présente des candidats sous l'appellation « majorité d'union de la gauche ».

## Résultats

### Résultats à l'échelle du département
| Parti          | Parti                              | Premier tour | Premier tour | Second tour | Second tour | Sièges |
| Parti          | Parti                              | Voix         | %            | Voix        | %           | Sièges |
| -------------- | ---------------------------------- | ------------ | ------------ | ----------- | ----------- | ------ |
|                | Parti socialiste                   | 36 204       | 48,45        | 26 420      | 66,82       | 2      |
|                | Parti communiste français          | 16 444       | 22,01        | Retrait     | Retrait     | 0      |
|                | Majorité présidentielle            | 52 648       | 70,46        | 26 420      | 66,82       | 2      |
|                |                                    |              |              |             |             |        |
|                | Union pour la démocratie française | 12 273       | 16,43        | 13 119      | 33,18       | 0      |
|                | Rassemblement pour la République   | 9 796        | 13,11        |             |             | 0      |
|                | Union pour la nouvelle majorité    | 22 069       | 29,54        | 13 119      | 33,18       | 0      |
|                |                                    |              |              |             |             |        |
| Inscrits       | Inscrits                           | 106 728      | 100,00       | 53 921      | 100,00      | 2      |
| Abstentions    | Abstentions                        | 30 768       | 28,83        | 13 606      | 25,23       |        |
| Votants        | Votants                            | 75 960       | 71,17        | 40 315      | 74,77       |        |
| Blancs et nuls | Blancs et nuls                     | 1 243        | 1,64         | 776         | 1,92        |        |
| Exprimés       | Exprimés                           | 74 717       | 98,36        | 39 539      | 98,08       |        |

### Résultats par circonscription

#### Première circonscription (Foix)
|                | Augustin Bonrepaux élu | PS             | 18 662 | 50,04  |  |  |  |
|                | Jacques Llorca         | RPR (UNM)      | 9 796  | 26,27  |  |  |  |
|                | Jean Miquel            | PCF            | 8 837  | 23,69  |  |  |  |
|                |                        |                |        |        |  |  |  |
| Inscrits       | Inscrits               | Inscrits       | 52 794 | 100,00 |  |  |  |
| Abstentions    | Abstentions            | Abstentions    | 14 782 | 28     |  |  |  |
| Votants        | Votants                | Votants        | 38 012 | 72     |  |  |  |
| Blancs et nuls | Blancs et nuls         | Blancs et nuls | 717    | 1,89   |  |  |  |
| Exprimés       | Exprimés               | Exprimés       | 37 295 | 98,11  |  |  |  |

#### Deuxième circonscription (Pamiers - Saint-Girons)
| Candidat       | Candidat        | Parti          | Premier tour | Premier tour | Second tour | Second tour |  |
| Candidat       | Candidat        | Parti          | Voix         | %            | Voix        | %           |  |
| -------------- | --------------- | -------------- | ------------ | ------------ | ----------- | ----------- |  |
|                | Jean Ibanès élu | PS             | 17 542       | 46,88        | 26 420      | 66,82       |  |
|                | Daniel Laurent  | UDF (PR)       | 12 273       | 32,80        | 13 119      | 33,18       |  |
|                | Gilbert Séguéla | PCF            | 7 607        | 20,33        | Retrait     | Retrait     |  |
|                |                 |                |              |              |             |             |  |
| Inscrits       | Inscrits        | Inscrits       | 53 934       | 100,00       | 53 921      | 100,00      |  |
| Abstentions    | Abstentions     | Abstentions    | 15 986       | 29,64        | 13 606      | 25,23       |  |
| Votants        | Votants         | Votants        | 37 948       | 70,36        | 40 315      | 74,77       |  |
| Blancs et nuls | Blancs et nuls  | Blancs et nuls | 526          | 1,39         | 776         | 1,92        |  |
| Exprimés       | Exprimés        | Exprimés       | 37 422       | 98,61        | 39 539      | 98,08       |  |